# エクラロン＝ブロクール＝サント＝リヴィエール
エクラロン＝ブロクール＝サント＝リヴィエール （Éclaron-Braucourt-Sainte-Livière）は、フランス、グラン・テスト地域圏、オート＝マルヌ県のコミューン。

## 地理
エクラロンとブロクールの町はサン＝ディジエの南およそ10km（ナンシー-トロワ間をつなぐ県道384号線を利用）のところにある。サント＝リヴィエールの町はヴィトリー＝ル＝フランソワへの道路上、エクラロンの西4kmに位置する。
マルヌ川の支流ブレーズ川がコミューンを横切る。

## 歴史
1972年、エクラロンとブロクールが合併してエクラロン＝ブロクールとなった。1974年にマルヌ県のコミューンであるサント＝リヴィエールと合併し、エクラロン＝ブロクール＝サント＝リヴィエールとなった。

## 人口統計
| 1962年 | 1968年 | 1975年 | 1982年 | 1990年 | 1999年 | 2007年 | 2013年 |
| ------ | ------ | ------ | ------ | ------ | ------ | ------ | ------ |
| 1248   | 1478   | 2006   | 1940   | 1827   | 1844   | 1969   | 2072   |

参照元:1962年から1999年までは複数コミューンに住所登録をする者の重複分を除いたもの。それ以降は当該コミューンの人口統計によるもの。1999年までEHESS/Cassini、2006年以降INSEE。

## 史跡

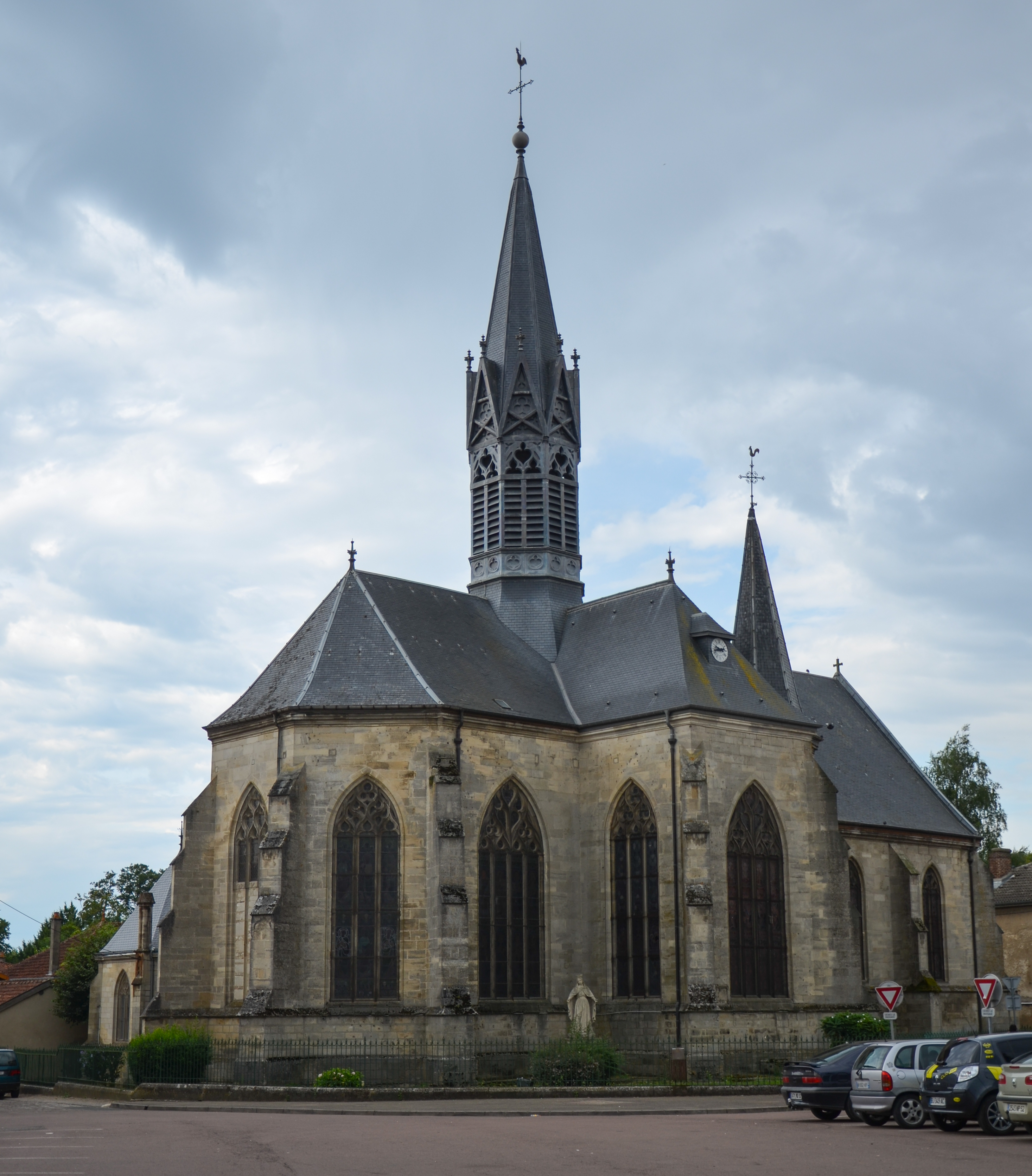
サン＝ローラン教会

- サン＝ローラン・デクラロン教会 - 16世紀。ゴシック・フランボワイヤン様式。フランス歴史的記念物[4]